# Йордаке, Траян
Траян Йордаке (рум. Traian Iordache 10 октября 1911, Бухарест — 3 апреля 1999, Румыния) — румынский футболист и футбольный тренер, игрок сборной Румынии.

## Карьера
Иордаке начал свою футбольную карьеру в бухарестском «Тейшоре». Затем он стал игроком бухарестской «Униреа Триколор». 
В 1932 году он был переведен в первую команду, а с 1936 года стал играть в ней в румынском первом дивизионе. Его дебют состоялся 30 августа 1936 года в домашнем матче против «Чинезул Тимишоара» со счетом 8:1, в котором он забил гол. В сезоне 1936/1937 годов, забив 21 гол, он стал собомбардиром лиги вместе со Штефаном Добаи. В 1938 году он ушел из «Униреа Триколор» в «Венус». В 1939 и 1940 годах он становился чемпионом Румынии в составе команды «Венус». 
В 1945 году он перешел в «Кармен Бухарест» и завершил свою футбольную карьеру в 1946 году.